# Spallanzani (Mondkrater)
Spallanzani ist ein Einschlagkrater im Süden der Mondvorderseite, östlich des Kraters Barocius und südlich von Nicolai.
Der Kraterrand ist unregelmäßig geformt und mäßig erodiert, das Kraterinnere ist weitgehend eben.
| Buchstabe | Position           | Durchmesser | Link |
| --------- | ------------------ | ----------- | ---- |
| A         | 46,33° S, 25,59° O | 7 km        |      |
| D         | 46,2° S, 28,55° O  | 6 km        |      |
| F         | 45,66° S, 28,03° O | 22 km       |      |
| G         | 45,43° S, 28,53° O | 14 km       |      |

Der Krater wurde 1935 von der IAU nach dem italienischen Universalgelehrten Lazzaro Spallanzani offiziell benannt.